# Ikaria
Ikaria (griechisch Ικαρία [ikaˈria] oder Ικαριά [ikarˈja] (f. sg.)) ist eine griechische Insel. Sie bildet seit 2011 gleichzeitig die Gemeinde Ikaria (Δήμος Ικαρίας) und zusammen mit der Gemeinde Fourni Korseon den Regionalbezirk Ikaria in der Region Nördliche Ägäis. Die Insel zählt 8354 Einwohner, Verwaltungssitz und Hauptort ist Agios Kirykos.
Das Ikarische Meer und die Insel verdanken ihren heutigen Namen der Ikarus-Sage. Im lokalen Sprachgebrauch wird die Insel auch als Nikaria bezeichnet (Zusammenziehung von Νησί Ικαρία, ‚Insel Ikaria‘).

## Geographie
Ikaria liegt in der Ostägäis und stellt zusammen mit Samos den nördlichen Abschluss der Südlichen Sporaden dar. Die 255,320 km² große Insel liegt etwa 19 km westlich von Samos und 46 km östlich von Mykonos. Die nächstgelegenen Inseln sind die der Fourni-Inselgruppe.
Die größte Länge von nahezu 40 km erreicht Ikaria von Westsüdwest nach Ostnordost. Die Inselbreite beträgt zwischen 5,5 und etwa 8 km, die schmalste Stelle im Nordosten in der Nähe des Flughafens misst 1,5 km. Ikaria hat überwiegend gebirgigen Charakter mit zahlreichen Schluchten, aber auch eine Hochebene im Südwesten. Auf fast ihrer gesamten Länge wird die Insel vom Atheras durchzogen, der eine Höhe von bis zu 1.037 m erreicht. Dieser Bergzug teilt Ikaria in eine steilabfallende, unzugänglichere Südhälfte, während der Abfall zur Nordseite hin sanfter ist und bei Kambos und Faros in kleine, fruchtbare Küstenebenen übergeht. Der Küstenverlauf ist kaum gegliedert; er bietet einige Buchten, Ankerplätze oder natürliche Häfen.

## Klima
Ikaria hat ein überwiegend typisch mediterranes Klima mit gelegentlichen winterlichen Niederschlägen und einer etwa fünfeinhalb Monate anhaltenden Trockenperiode von Ende April bis Anfang Oktober. Die mittlere jährliche Niederschlagsmenge beträgt 579,8 mm mit einem Maximum im Januar und einem Minimum im August. Die durchschnittliche Jahrestemperatur beträgt 18,9 °C. Die mittlere monatliche Minimaltemperatur liegt bei 9 °C im Februar und die mittlere monatliche Maximaltemperatur im Juli bei 29,3 °C. Im Sommer herrschen Winde aus Nord bis Nordost vor, während die Hauptwindrichtung im Winter auf Süd bis Südwest wechselt.

## Mythologie
Auf Ikaria soll Dädalus seinen Sohn Ikarus, der bei der Flucht von Kreta hier ins Meer gestürzt sein soll, beerdigt haben. Dädalus und Ikarus sollen ihr Gefängnis, das Labyrinth des Minotauros, mit selbstgefertigten Flügeln verlassen haben. Im Hafen von Agios Kirykos steht eine neuzeitliche Bronzeplastik, die dieses Ereignis verbildlicht.
Dionysos, der Gott des Weines, soll bei Ikaria eine legendäre Begegnung mit Piraten gehabt haben. Außerdem soll er den Wein von Oinoe (gr. Οίνος, Wein) besonders geschätzt haben. Der ursprüngliche Name der Insel war Doliche (übersetzt etwa die Lange), bis sie schließlich  nach Ikarus benannt wurde.

## Geschichte

### Altertum
Die Geschichte Ikarias begann im 8. Jahrhundert v. Chr., als die Insel von Milet aus besiedelt wurde. Im 5. Jahrhundert v. Chr. waren dann die Städte Oinoe und Thermai Mitglieder des Attischen Seebundes. Etwa ab dem 2. Jahrhundert v. Chr. gehörte Ikaria zu Samos.

### Mittelalter
Oberhalb von Oinoe lag die mittelalterliche Siedlung mit der zum Teil erhaltenen Kirche Hagia Irini (11. Jahrhundert). In die byzantinische Zeit gehören ebenfalls die Reste der Festung Koskinas (Paliokastro, heute Kosikia). Ikaria (Nikaria) diente damals auch als Verbannungsort. Nach 1204 wurde die Insel fränkische Baronie, gelangte nach 1304 an die Genuesen von Chios, 1481 an die Johanniter von Rhodos und 1523 an die Türken.

### Neuzeit
Von 1523 bis 1912 gehörte die Insel zum Osmanischen Reich. Während des Italienisch-Türkischen Krieges nahmen griechische Einwohner am 17. Juli 1912 die 30 Mann starke türkische Garnison gefangen und riefen am folgenden Tag den Freistaat Ikaria aus. Am 4. November 1912 besetzte die griechische Marine die Insel, die 1913 an Griechenland angegliedert wurde (Londoner Botschafterkonferenz).
Im Zweiten Weltkrieg stand Ikaria erst unter italienischer, später unter deutscher Besatzung. Durch Kampfhandlungen und Repressionen erlitt die Inselbevölkerung sehr hohe Verluste, sowohl an Menschenleben als auch an Wirtschaftsgut. Allein im Dorf Karavostomos sollen über 100 Menschen verhungert sein. Den Entbehrungen des Weltkriegs folgten unmittelbar die des griechischen Bürgerkrieges zwischen Nationalisten und Kommunisten (1946–1948). Die neue griechische Regierung, gebildet aus den siegreichen Nationalisten, benutzte die Insel als Exil-Ort zur Unterbringung von bis zu 13.000 Kommunisten in Verbannungslagern.
Diese Exilanten wurden von den Bewohnern Ikarias aufgenommen und beeinflussten diese ideologisch. Die Kommunistische Partei Griechenlands (KKE), die gegen Ende des 20. Jahrhunderts im restlichen Land ihre dominante Stellung im linken Spektrum verlor, stellte 2010 alle drei Bürgermeister. Deshalb wird die Insel scherzhaft oder provokativ auch „Roter Fels“ (griechisch κόκκινος βράχος, kókkinos vráchos) genannt. Da sich die Kommunisten Zugang zu Privilegien verschafft haben sollen, wurde 2010 auch Kritik an „einer bizarren Form des Kommunismus“ laut. Die dominierende Position der KKE schmälerte das nicht; auch bei der Parlamentswahl im Juni 2023 war sie in allen drei Gemeindebezirken stärkste Partei.
Die Insel war im Lauf der Jahrhunderte oft Opfer von Piratenüberfällen, daher zogen sich die Bewohner in das unzugängliche Inselinnere zurück. Dort bauten sie von außen nur schwer erkennbare Häuser und passten ihre Lebensweise so an, dass sie möglichst unentdeckt blieben.

## Verwaltungsgliederung
→ Verwaltungsgliederung von Ikaria
Mit der Umsetzung der Gemeindereform nach dem Kapodistrias-Programm im Jahr 1997 war die Insel Ikaria in drei Gemeinden mit insgesamt 12 Gemeindebezirken untergliedert. Zum 1. Januar 2011 führte das Kallikratis-Programm die ehemaligen Gemeinden der Insel zur neu geschaffenen Gemeinde Ikaria (Dimos Ikarias Δήμος Ικαρίας) zusammen, Verwaltungssitz ist Agios Kirykos. Die bisherigen Gemeinden bilden Gemeindebezirke.
| Gemeindebezirke | griechischer Name              | Code   | Fläche (km²) | Einwohner 2001 | Einwohner 2011 | Stadtbezirke / Ortsgemeinschaften (Δημοτική / Τοπική Κοινότητα) | Lage |
| --------------- | ------------------------------ | ------ | ------------ | -------------- | -------------- | --------------------------------------------------------------- | ---- |
| Agios Kirykos   | Δημοτική Ενότητα Αγίου Κηρύκου | 540101 | 075,367      | 03243          | 03511          | Agios Kirykos, Perdiki, Chrysostomos                            |      |
| Evdilos         | Δημοτική Ενότητα Ευδήλου       | 540102 | 078,425      | 02831          | 02749          | Evdilos, Arethousa, Dafni, Karavastamo, Manganitis, Frandato    |      |
| Raches          | Δημοτική Ενότητα Ραχών         | 540103 | 100,896      | 02238          | 02163          | Christos, Agios Polykarpos, Karkinagri                          |      |
| Gesamt          | Gesamt                         | 5401   | 254,688      | 8312           | 8423           |                                                                 |      |

## Ortschaften und Sehenswürdigkeiten

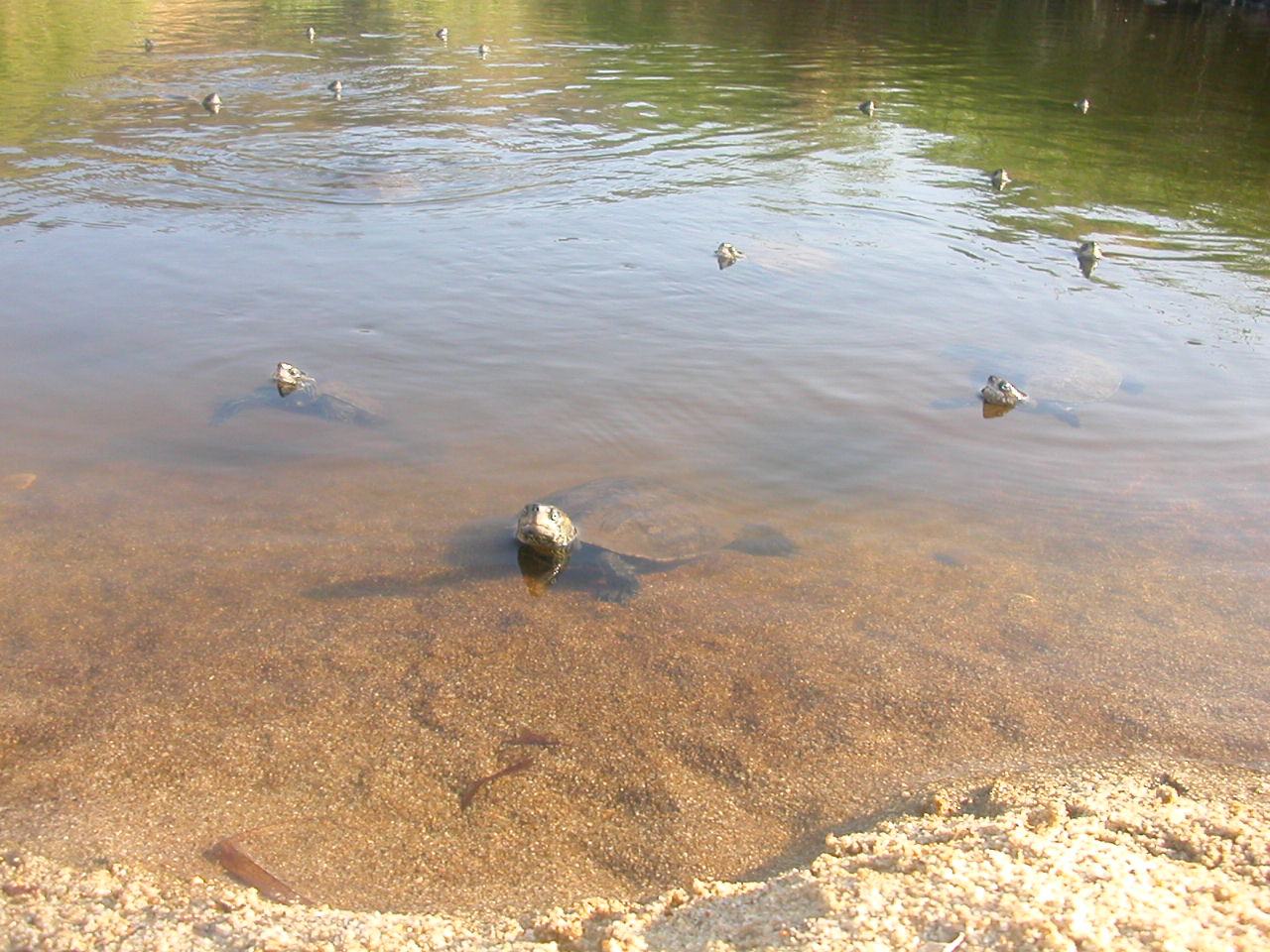
Schildkröten am Strand von Livadi

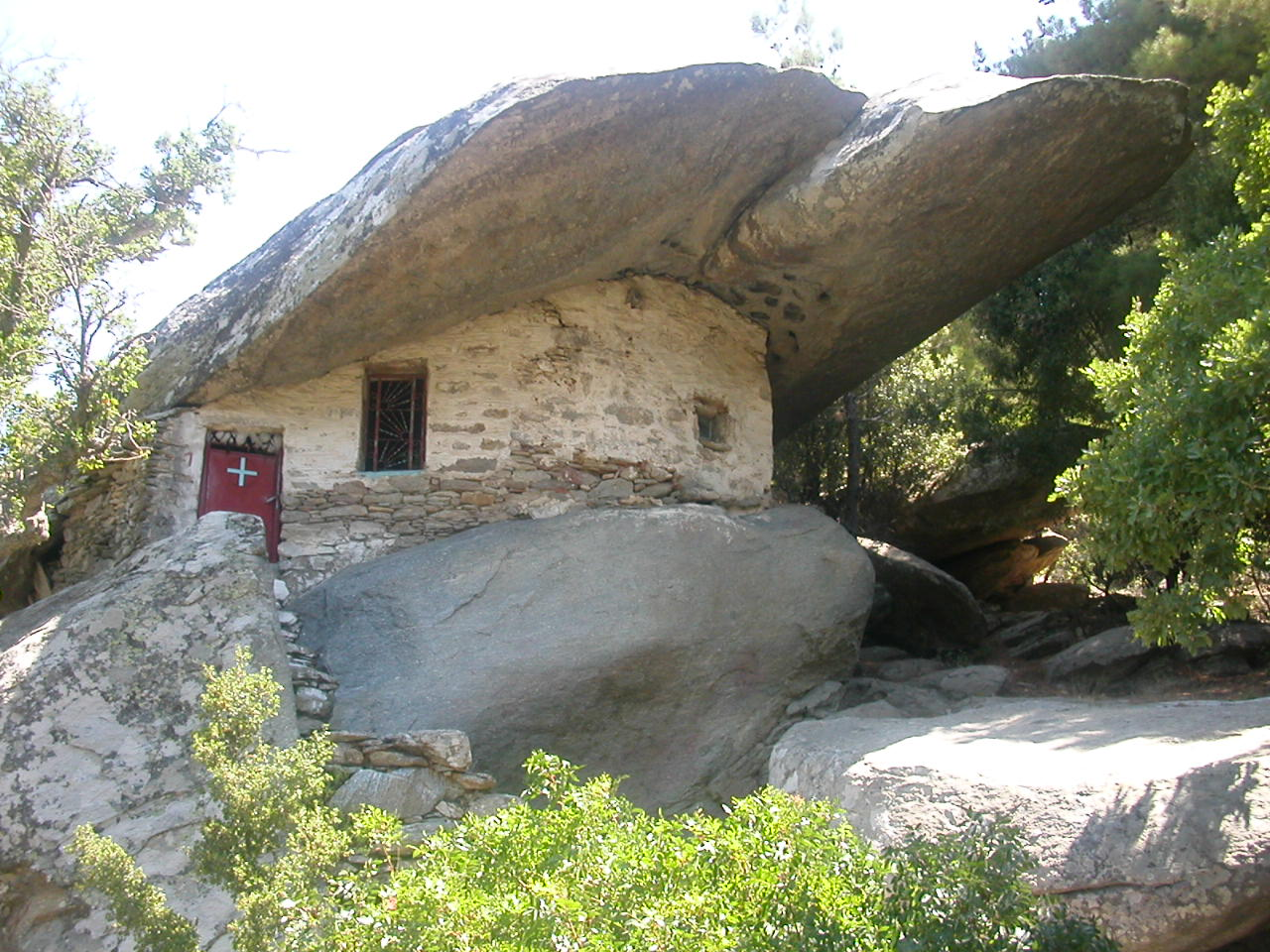
Kloster im Inselinneren

Der Hauptort der Insel ist die Hafenstadt Agios Kirykos (Άγιος Κήρυκος). Etwas östlich davon, in der Ortschaft Therma (Θέρμα), sprudeln die seit der Antike bekannten Thermalquellen. Das 50 °C heiße Wasser enthält Schwefel, Radium und Radon. In der Nähe sind die Ruinen der antiken Stadt Drakanos zu besichtigen.
Weitere Quellen liegen westlich von Agios Kirykos bei Therma Lefkados am Meer. Hier sprudelt das Wasser in unmittelbarer Ufernähe mit fast 60 °C aus dem Boden.
Der Inselflughafen liegt am äußersten Nordostende der Insel, zwölf Kilometer von Agios Kirykos entfernt. Mit dem Flugzeug ist er von Athen, Thessaloniki, Samos und weiteren inländischen Destinationen aus erreichbar. Es handelt sich um einen nationalen Flughafen, der nicht aus dem Ausland direkt angeflogen werden kann.
Die an der Nordküste liegende Hafenstadt Evdilos (Εύδηλος) ist die ehemalige Hauptstadt und heute der zweitgrößte Ort der Insel. Von beiden Häfen aus gehen Fährverbindungen Richtung Osten nach Samos (Karlovasi) und Fourni, Richtung Westen über Mykonos und Paros oder Syros nach Piräus.
Von touristischer Bedeutung sind ferner die ca. zehn Kilometer westlich von Evdilos gelegenen Fischerdörfer Armenistis (Αρμενιστής) und Gialiskari (Γιαλισκάρι). Zwischen beiden Dörfern liegen die zwei größten Sandstrände der Insel (Livadi und Mesachti). Diese gehören zu den Hauptattraktionen der Insel. Besonders der Ort Armenistis zieht viele Besucher an und hat die größte Dichte an Besucherbetten auf der Insel.
In der Bucht Nas (gr. Ναός = Tempel) sind die Fundamente eines Artemis-Tempels zu sehen. Die malerische Bucht, in der auch im Sommer ein Bach, der Chalaris, ins Meer mündet, war früher inoffizieller Campingplatz. Heute steht das Gebiet unter Naturschutz, was seiner Beliebtheit als Badeort keinen Abbruch tut, besonders seit eine durchgehend asphaltierte Straße die westliche Nordküste der Insel erschließt.
Christos Raches dagegen, die Chora und der charismatischste Ort der Insel, liegt geschützt in den Bergen. In der Antike wurde er Histoi genannt. Das Bergdorf war der Verbannungsort von Mikis Theodorakis im Bürgerkrieg 1947 (laut seiner Autobiografie "Die Wege des Erzengels" war er in Vrakadhes, einige Kilometer weiter westlich, und später, 1948, nochmal in Dafni). Das Dorf – meist kurz Raches genannt – ist unter Einheimischen und Reisenden bekannt wegen seiner verschobenen Tageszeiten: Die Läden und Tavernen öffnen wesentlich später als gewöhnlich (manche erst um Mitternacht) und schließen auch dementsprechend spät, oft erst nachts um drei oder vier. Dieses Phänomen ist keine mit dem Tourismus gewachsene Entwicklung, es sollte bei Ausflügen berücksichtigt werden, denn nachmittags ist der Ort auch zur Saison wie ausgestorben.

## Wirtschaft und Tourismus

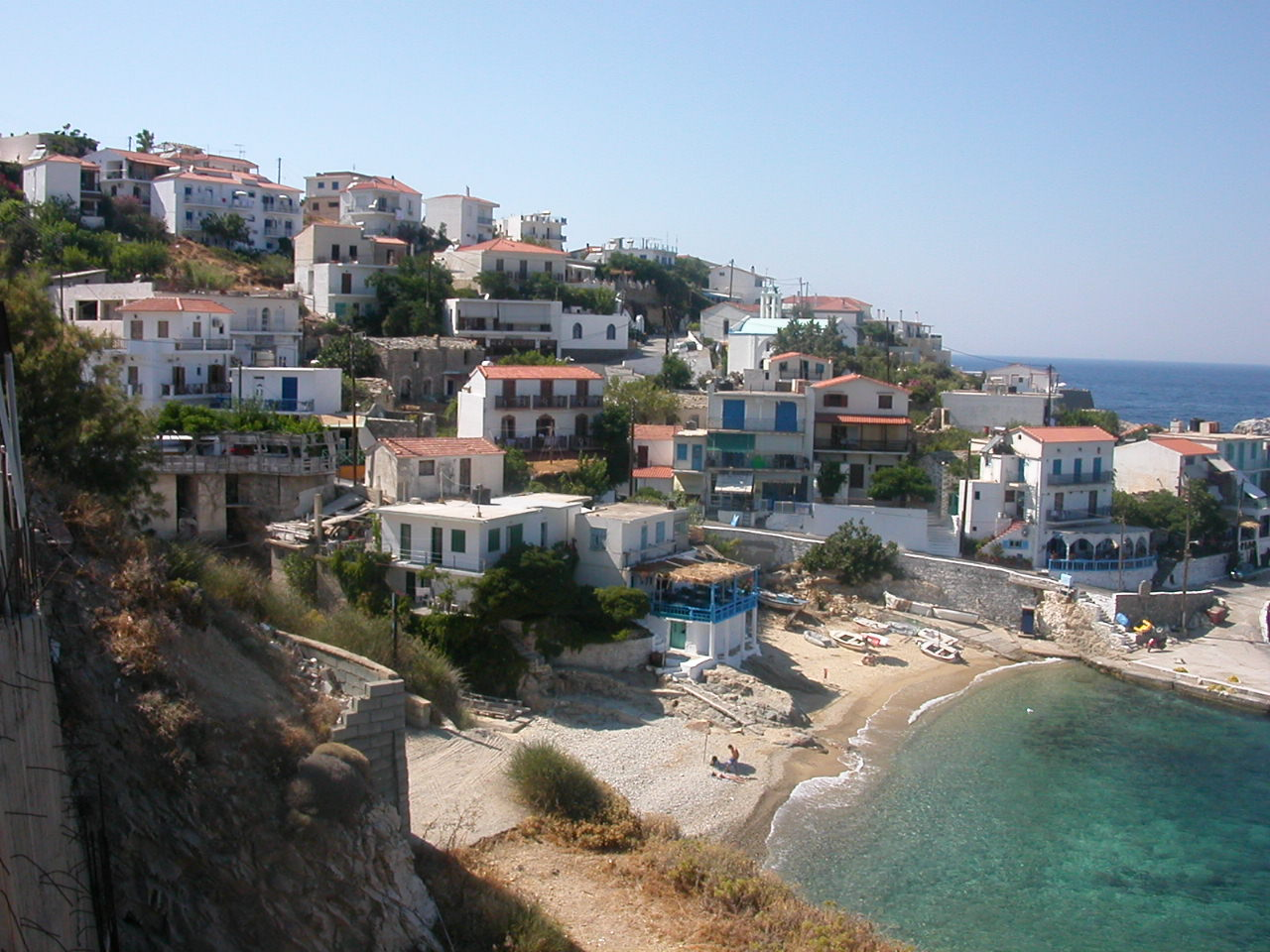
Armenistís – das touristische „Zentrum“ der Insel

Seit den 1960er Jahren wurde von der griechischen Regierung verstärkt in den Ausbau der Infrastruktur der Insel investiert, so dass Ikaria – wenn auch verspätet – noch etwas vom Tourismusboom profitieren konnte.
Trotzdem gibt es auf Ikaria immer noch keinen Massentourismus. Verhindert haben dies das Fehlen eines internationalen Flughafens, der Mangel an großen Sehenswürdigkeiten und die noch immer vielerorts nicht westeuropäischen Standards angeglichene Infrastruktur. Daraus erklärt sich aber auch die Beliebtheit der Insel bei Individualreisenden, die diese Einschränkungen nicht als Nachteil sehen und die deshalb noch anzutreffende Ursprünglichkeit von Landschaft und Leuten zu schätzen wissen. So erbringt der Agrarsektor neben dem Tourismus noch immer einen Großteil des Volkseinkommens.

## Verkehr

### Flughafen Ikaria
Der Flughafen Ikaria ( IATA: JIK, ICAO: LGIK) liegt 12 km nordöstlich der Stadt Agios Kirykos und wurde am 14. Juni 1995 eröffnet. Die asphaltierte Start- und Landebahn mit einer Ausrichtung von 15/33 ist 1.381 m lang und 30 m breit. Der Flughafen liegt auf einer Höhe von 24 m (79 ft) über dem Meeresspiegel.
Er wird bedient von Olympic Air mit Flügen nach Athen, Limnos und Thessaloniki sowie von Sky Express mit Flügen nach Athen.